# Evangelický hřbitov v Habřině
Evangelický hřbitov v Habřině byl evangelickým hřbitovem sloužícím německým evangelíkům ve vsi Habřina. Po druhé světové válce byl zestátněn. Leží na východním okraji obce u silnice II/260. Rozloha pozemku parc. č. 151/2, na němž se hřbitov nachází, činí 879 m².
Založen byl roku 1861 luterským sborem v Habřině. Po druhé světové válce byl zestátněn a propadl devastaci. Z původních náhrobků se v podstatné míře zachovaly jen dva. Hřbitov je v současnosti obecní a pohřbívá se na něm.
Hřbitov je v majetku města Úštěk. Je obehnán ohradní zdí s bránou.